# 梶常吉
梶 常吉（かじ つねきち、1803年（享和3年）- 1883年（明治16年）9月20日）は、幕末から明治時代の陶芸家である。本名は加治（読み同じ）。近代七宝焼の祖として知られる。

## 経歴・人物
尾張藩士の加地市右衛門の次男として生まれる。後に名古屋の服部にて庄屋だった恒川家の養子となり、鍍金業の経営に携わった。その後は七宝の研究に携わり、その頃に偶然オランダ（一説に清国）から送られてきた標本を元に1832年（天保3年）に七宝の製法を取得し、近代七宝焼への道を作る。この技法は「尾張七宝」と呼ばれた。
しかし常吉の作風は形及び文様はオランダを元にした洋式より、一説だった清国を元にした中華式を元にした七宝焼を製作したものであり、後にその作風は濤川惣助や並河靖之に伝えられた。その後は尾張藩の命により七宝焼の制作に携わり、1850年（嘉永3年）には当時藩主だった徳川慶勝や当時将軍だった徳川家慶の一族に献上する事にも携わった。後に門下として林庄五郎や塚本貝助らが輩出し、また常吉の孫だった梶佐太郎にも祖父の作風を元に陶芸の制作に携わった。これによって遠島七宝となった事により、七宝村（現在の七宝町）という自治体が創設された。

## 栄典
- 銀杯 - 1883年受賞、病床の中で受賞となり同年に死去した。

## 主な作品
- 香炉 - 正明寺蔵、常吉が制作したと推定されている。